# Green Cross International
Pour les articles homonymes, voir Croix verte.
Green Cross International, ou Croix verte internationale, est une organisation non gouvernementale internationale à but environnemental, fondée le 20 avril 1993 à Kyoto, à la suite du Sommet de la Terre qui a réuni les Nations unies à Rio de Janeiro en 1992. Mikhaïl Gorbatchev, ancien dirigeant de l'URSS, en est le fondateur.
Elle se donne pour mission de contribuer à l'augmentation du niveau de vie et du développement économique et social dans tous les pays, développés ou en voie de développement où c'est possible. Elle met pour cela en place des projets divers concernant l'environnement, des processus de paix ou d'aide au développement. Ainsi Green Cross a installé des camps thérapeutiques près du site de la catastrophe nucléaire de Tchernobyl ou a lancé des campagnes de prévention de conflits liés aux ressources en eau.

## Historique

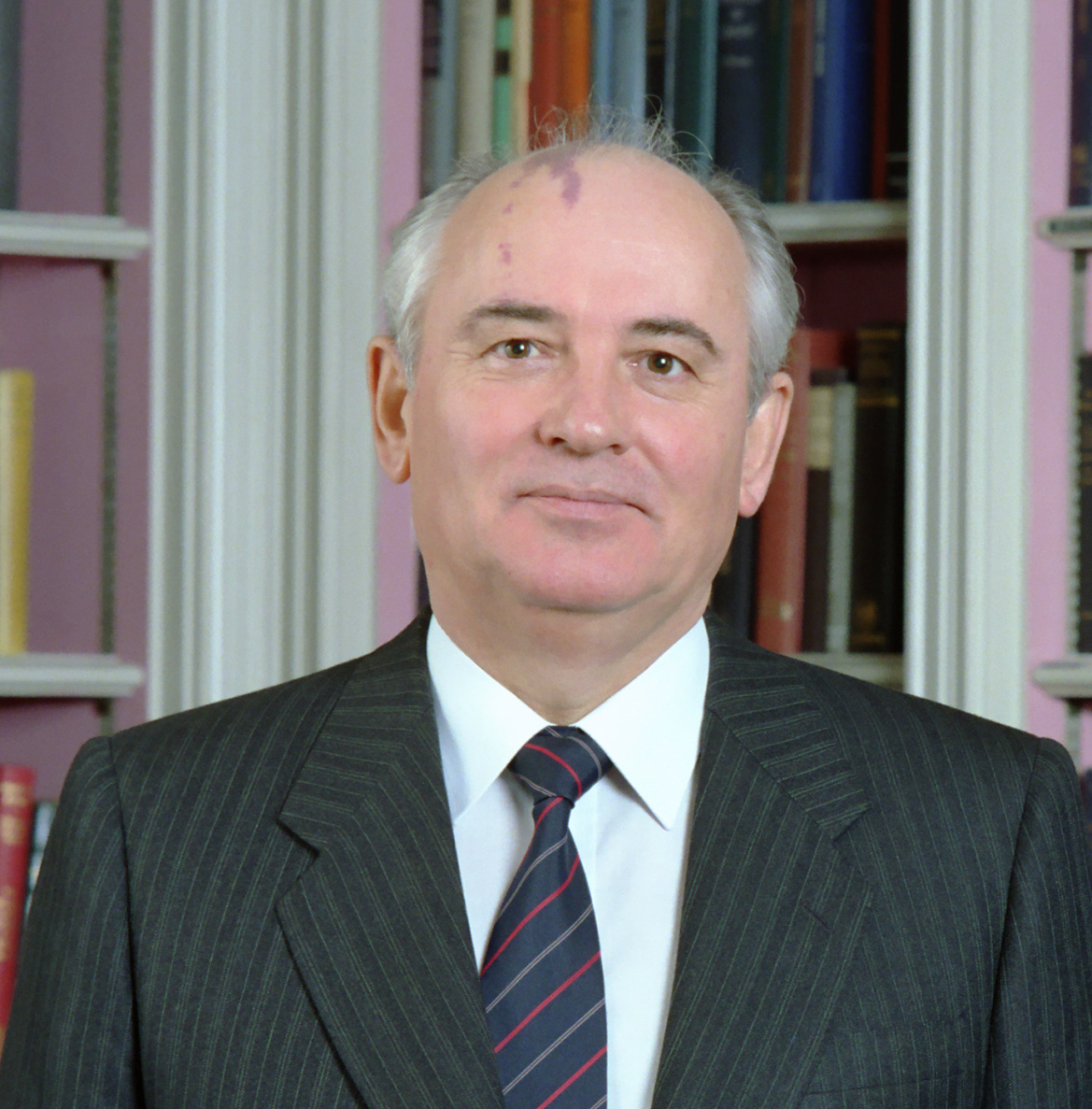
Mikhaïl Gorbatchev en 1987

L'idée de la Croix verte germe en janvier 1990 lorsque Mikhaïl Gorbatchev, alors encore dirigeant de l'URSS et futur prix Nobel de la paix, fait une allocution lors du Forum mondial sur l'environnement et le développement pour la survie (The Global Forum on Environment and Development for Survival). Basée sur le même principe que la Croix rouge, elle serait axée sur le côté environnemental de l'action humanitaire.
En juin 1992, lors du Sommet de la Terre à Rio de Janeiro, des parlementaires invités relancent l'idée de cette association et convainquent Gorbatchev de mener le projet à terme. Parallèlement, en décembre de la même année, le conseiller national suisse Roland Wiederkehr (de) fonde la Croix-Verte. Les deux projets fusionnent, créant ainsi Green Cross International (GCI) à Kyoto le 18 avril 1993,.
Au printemps 1994 suivront les premières branches nationales : au Japon, aux Pays-Bas, en Russie, en Suisse et aux États-Unis. Green Cross France est inaugurée en février 2002 à Lyon lors du Forum des Dialogues pour la Terre.
Plus tard GCI devient consultant pour l'ECOSOC et partenaire de l'UNESCO. Elle est également observateur au sein de la convention-cadre des Nations unies sur les changements climatiques.
Aujourd'hui[Quand ?], GCI est présente dans 30 pays : Argentine, Australie, Autriche, Biélorussie, Bolivie, Brésil, Burkina Faso, Canada, Corée du Sud, Côte d'Ivoire, Danemark, Espagne, Estonie, États-Unis, France, Hongrie, Italie, Japon, Jordanie, Pakistan, Pays-Bas, Pologne, Russie, Sri Lanka, Swaziland, Suède, Suisse, Taïwan, République tchèque et Ukraine.

### Démission de Mikhaïl Gorbatchev et scandale financier
En février 2017, Green Cross International se trouve en situation de faillite à la suite du refus de plusieurs sections locales dont la Suisse, les États-Unis, la Pologne ainsi que Dominika Kulczyk (pl), importante donatrice, de verser leurs contributions dues au titre de l'année 2016. Accusant la section Suisse et son président Martin Bäumle de « manipuler les autres sections nationales dans le but de prendre le contrôle de l'organisation », Mikhaïl Gorbatchev démissionne du conseil d'administration et renonce au titre de président-fondateur. Plusieurs membres du Conseil de Green Cross International démissionnent également, dont Jean-Michel Cousteau élu président quatre mois plus tôt et le vice président Pierre Muller,. Martin Bäumle est élu président par intérim, puis démissionne de ce poste pour être remplacé en juin 2019 par Diane Meyer Simon (en).
À la suite du dépôt de trois plaintes entre décembre 2018 et mars 2019 contre deux directrices et contre Martin Bäumle, la justice suisse se saisit de l'affaire et débute une enquête portant sur les comptes de l'année 2017.

## Action
Green Cross International se donne pour mission d'assurer un avenir durable pour toutes les populations du monde, notamment en provoquant un changement de certaines valeurs ou en encourageant la prise de conscience quant à l'impact que peut avoir l'Homme sur son environnement. Elle résume sa mission en trois points :
« 
Green Cross International :
- encourage la promotion de règles légales, éthiques et de comportement visant à des changements essentiels dans les valeurs, les actions, et les attitudes des gouvernements, du secteur privé et de la société civile, nécessaires à la construction d’un monde durable ;
- contribue à la prévention et à la résolution de conflits résultant de la dégradation de l’environnement ;
- fournit une assistance aux personnes touchées par les conséquences environnementales des guerres et conflits.

 »

## Organisation
Green Cross est en France une association à but non lucratif respectant une charte de conduite rédigée par ses fondateurs.

### Conseil d'administration
- Diane Meyer Simon, présidente
- Martin Bäumle, président de Green Cross Suisse
- Sergei Baranovsky, président de Green Cross Russie
- Shoo Iwasaki, président-fondateur de Green Cross Japon
- Mubarick Masawudu, fondateur de Green Cross Ghana
- Elio Pacilio président-fondateur de Green Cross Italie
- Philipp Schaller, avocat suisse
- Faride Tirado, présidente de Green Cross Bolivie
- Maksym Tymoshenko, président de Green Cross Ukraine

### Membres honoraires
- Princesse Basma Bint Talal (en), tante du roi de Jordanie
- Pr Victor Danilov-Danilyan, scientifique russe
- Wakako Hironaka, femme politique et écrivaine japonaise
- Pr Istvan Lang, membre de l'Académie hongroise des sciences
- Javier Pérez de Cuéllar, secrétaire général de l'Organisation des Nations unies de 1982 à 1991
- Robert Redford, acteur américain
- Diane Meyer Simon, actuelle présidente de l'organisation
- Rabbin Awraham Soetendorp, président de Green Cross Pays-Bas
- David Suzuki, scientifique et militant écologiste canadien
- Ted Turner, fondateur de la chaîne de télévision Cable News Network
- Evgeny Velikhov, scientifique russe

## Branches nationales

### Green Cross en France
Une première organisation Green Cross France a été inaugurée à Lyon en février 2002 au Forum des Dialogues pour la Terre. Elle s’est particulièrement investie dans la promotion du droit à l’eau potable et à l’assainissement élémentaire.
Green Cross France a eu le philosophe naturaliste Yves Paccalet pour président, de 2006 à 2008. Il démissionne lorsque Jan Kulczyk prend la présidence de l'organisation ; dénonçant le fait que l'entrepreneur polonais ait trop d'intérêts financiers dans les industries polluantes.
Depuis mi-2011, Green Cross est représentée en France par l'association loi de 1901 Green Cross France et Territoires, présidée par Jean-Michel Cousteau. Green Cross France et Territoires a recruté en septembre 2011 son directeur exécutif, en la personne de Nicolas Imbert.
L'association focalise son activité selon 5 dimensions principales:
- Encourager une plus grande prise en compte des thématiques de l’eau, qu’il s’agisse d’accès à l’eau, d’assainissement, de prévention des conflits ou de remédiation,
- Anticiper les crises environnementales de demain,
- Susciter le développement d’innovations (technologiques, économiques, sociales) propres créant de la valeur localement, pour l’accès à l’eau et à  l’énergie, l’alimentation et la santé,
- Développer la coopération décentralisée autour de projets concrets,
- Accompagner les populations souffrant des conséquences des catastrophes environnementales via des programmes de médecine sociale, et informer de manière transparente sur les conséquences.

En 2015, Green Cross France et Territoires a organisé une conférence avec Naoto Kan sur la catastrophe de Fukushima et ParisClimat2015 - Objectif OCEAN, un rassemblement d'acteurs représentatifs du monde de la mer unis via la Déclaration de Paris pour une meilleure prise en compte de la mer dans lors de la 21e conférence des Parties sur le Climat (CoP21).

### Activité de lobbying auprès de l'Assemblée nationale française
Green Cross France et Territoires est inscrite comme représentant d'intérêts auprès de l'Assemblée nationale. Elle déclare à ce titre un budget global de 163 973, mais n'indique pas les coûts annuels liés aux activités directes de représentation d'intérêts auprès du Parlement.

### Green Cross Suisse
Green Cross Suisse a été fondée en 1994, soit une année après Green Cross International. Elle est l'une des premières branches nationales de l'ONG. GCS soutient particulièrement la cause du désarmement. Elle s'inscrit dans le cadre du projet « Legacy », institué par Green Cross International. Le premier objectif étant l'amélioration de la qualité de vie des personnes vivant dans un environnement contaminé, Green Cross Suisse s'engage pour la gestion des dommages consécutifs aux catastrophes industrielles et militaires, à l'élimination des sites contaminés datant de la Guerre froide, et l'élimination des armes de destruction massive. Elle œuvre aussi dans la médecine sociale, médecine qui tient compte de l'environnement social du patient pour mieux prévenir et guérir les maladies,
issues par exemple de l'absence d'hygiène dans un bidonville.
Début 2009, Green Cross Suisse comptait 42 000 membres et un budget d'environ 6,8 millions de francs suisses.
À la suite de la falsification des comptes par son ancienne directrice, afin d'augmenter son bonus personnel, la fondation ZEWO retire son label de qualité de l'organisation suisse le 1er juin 2019.
Green Cross Suisse a Martin Bäumle pour président.
En 2008, dans une enquête réalisée conjointement avec Blacksmith Institute, Green Cross suisse liste des dix sources de pollution les plus dangereuses ; l'extraction artisanale de l'or arrivant en tête devant la pollution de l'eau et la pollution de l'air intérieur dans les pays en voie de développement.